# World Junior A Challenge
Die World Junior A Challenge ist ein seit 2006 in Kanada veranstaltetes Eishockeyturnier für U20-Nationalmannschaften. Der Wettbewerb wird vom kanadischen Eishockeyverband Hockey Canada, der Canadian Junior Hockey League (CJHL) und der Internationalen Eishockey-Föderation IIHF organisiert. Es wird jährlich im November nach dem Vorbild der Eishockey-Weltmeisterschaft der U20-Junioren ausgetragen, wobei die World Junior A Challenge nicht in Konkurrenz zur WM steht, sondern als Junior A gegenüber der Major-Junior-Stufe als „zweite Liga“ zu verstehen ist. Das Teilnehmerfeld besteht immer aus sechs Nationen, die Besetzung wechselt allerdings.

## Geschichte
Der Wettbewerb wurde im Jahr 2006 auf Anregung der Canadian Junior Hockey League durch den kanadischen Eishockeyverband Hockey Canada ins Leben gerufen. Die Idee beinhaltete, dass auch Spieler aus den unteren Ligen der Canadian Hockey League in internationalen Spielen zum Einsatz kamen und sich somit bei den Scouts der Universitäten im US-amerikanischen Collegeverband National Collegiate Athletic Association oder der National Hockey League zu empfehlen.
In den ersten beiden Austragungen in den Jahren 2006 und 2007 setzte sich jeweils das Team von Canada West gegen Canada East durch, ehe die Vereinigten Staaten zwischen 2008 und 2010 dreimal in Folge gewannen. Sie hatten 2007 das erste Mal teilgenommen. Nachdem im Jahr 2011 wieder Canada West erfolgreich war, triumphierten danach erneut dreimal die USA. 2014 war die erste Austragung, bei dem keines der kanadischen Teams in die Medaillenränge kam.

## Teilnehmer
Kanada stellt mit zwei Teilnehmer, die in Ost und West geteilt sind, das größte Kontingent. Spieler der folgenden Ligen kommen für die jeweiligen Mannschaften in Betracht:
- Canada West: (British Columbia Hockey League, Alberta Junior Hockey League, Saskatchewan Junior Hockey League, Manitoba Junior Hockey League und Superior International Junior Hockey League)
- Canada East: (Northern Ontario Junior Hockey League, Ontario Junior Hockey League, Central Canada Hockey League, Québec Junior AAA Hockey League und Maritime Junior Hockey League)

Des Weiteren nahmen bisher folgende Länder teil:
- Deutschland
- Russland
- Schweden
- Schweiz
- Slowakei
- Vereinigte Staaten (United States Hockey League)
- Belarus
- Dänemark
- Tschechien

## Siegerliste
| Jahr | Gold        | Silber      | Bronze      | Austragungsort                   |
| ---- | ----------- | ----------- | ----------- | -------------------------------- |
| 2006 | Canada West | Canada East | Russland    | Yorkton, Saskatchewan            |
| 2007 | Canada West | Canada East | USA         | Trail, British Columbia          |
| 2008 | USA         | Canada West | Canada East | Camrose, Alberta                 |
| 2009 | USA         | Canada West | Russia      | Summerside, Prince Edward Island |
| 2010 | USA         | Canada East | Schweiz     | Penticton, British Columbia      |
| 2011 | Canada West | Canada East | USA         | Langley, British Columbia        |
| 2012 | USA         | Canada West | Schweiz     | Yarmouth, Nova Scotia            |
| 2013 | USA         | Russland    | Canada West | Yarmouth, Nova Scotia            |
| 2014 | USA         | Dänemark    | Russland    | Kindersley, Saskatchewan         |
| 2015 | Canada West | Russland    | USA         | Cobourg & Whitby, Ontario        |
| 2016 | USA         | Canada East | Russland    | Bonnyville, Alberta              |

## Medaillenspiegel
| Rang | Mannschaft  | Gold | Silber | Bronze | Gesamt |
| ---- | ----------- | ---- | ------ | ------ | ------ |
| 1    | USA         | 7    | 0      | 3      | 10     |
| 2    | Canada West | 4    | 3      | 1      | 8      |
| 3    | Canada East | 0    | 5      | 1      | 6      |
| 4    | Russland    | 0    | 2      | 4      | 6      |
| 5    | Dänemark    | 0    | 1      | 0      | 1      |
| 6    | Schweiz     | 0    | 0      | 2      | 2      |